# Таухе
Таухе (њем. Tauche) општина је у њемачкој савезној држави Бранденбург. Једно је од 38 општинских средишта округа Одер-Шпре. Према процјени из 2010. у општини је живјело 3.945 становника. Посједује регионалну шифру (AGS) 12067493.

## Географски и демографски подаци
Таухе се налази у савезној држави Бранденбург у округу Одер-Шпре. Општина се налази на надморској висини од 53 метра. Површина општине износи 119,9 km². У самом мјесту је, према процјени из 2010. године, живјело 3.945 становника. Просјечна густина становништва износи 33 становника/km².

## Међународна сарадња
| Мјесто | Држава | Врста сарадње | Од    |
| ------ | ------ | ------------- | ----- |
|        | Пољска | контакт       | 2000. |
| Извор  |        |               |       |